# Кірстен Томсон
Кірстен Томсон (англ. Kirsten Thomson, 27 вересня 1983) — австралійська плавчиня.
Призерка Олімпійських Ігор 2000 року.